# Zirconolite
La zirconolite è un minerale il cui nome deriva dalla composizione. Sono conosciuti tre politipi di questo minerale: zirconolite-3O, zirconolite-2M e zirconolite-3T.

## Morfologia
La zirconolite si presenta come cristalli euedrali, lamine o con abito pseudoesagonale.